# 샨 유나이티드 FC
샨 유나이티드 FC(버마어: ရှမ်းယူနိုက်တက် အသင်)는 타웅지를 연고로 하는 미얀마의 축구 클럽이다. 현재는 미얀마 내셔널리그에 참가하고 있다.

## 역사
이전에는 양곤을 연고지로 하는 칸바우자 FC라는 아마추어 클럽이었으나 현재는 샨 유나이티드 FC라는 이름을 사용하고 있다.

## 우승
- 미얀마 내셔널리그: 2017, 2019
- 아웅산 실드: 2017
- MFF 채리티컵: 2019, 2020

## 선수 명단

### 현역
- 난다 죠(2019 ~ )
- 쪼 꼬 꼬(2023 ~ )
- 키요 진 프요(2022 ~ )